# Catarina de Brunsvique-Luneburgo
Catarina de Brunsvique-Luneburgo (em alemão:  Katharina von Braunschweig-Lüneburg; 1395 — Grimma, 28 de dezembro de 1442) foi marquesa de Meissen e eleitora da Saxônia pelo seu casamento com Frederico I, Eleitor da Saxônia.

## Família
Catarina foi a filha primogênita do duque Henrique de Brunsvique-Luneburgo, e de sua primeira esposa, Sofia da Pomerânia. Seus avós paternos eram o duque Magno II de Brunsvique-Luneburgo e Catarina de Anhalt-Bernburg. Seus avós maternos eram o duque Vartislau VI da Pomerânia e Ana de Mecklemburgo-Stargard.
Ela tinha um irmão por parte de pai e mãe,  o duque Guilherme I de Brunsvique-Luneburgo, e um meio-irmão como fruto do segundo casamento do pai com Margarida de Hesse, o também duque Henrique de Brunsvique-Luneburgo.
Ela era uma ancestral da rainha de Inglaterra, Ana de Cleves, através de seu filho Frederico II, Eleitor da Saxônia.

## Biografia
Em 28 de outubro de 1397, ela ficou noiva do duque Adolfo de Jülich-Berg, filho de Guilherme VII de Jülich e de Ana do Palatinado. Porém, eles nunca se casaram.
Aos sete anos de idade, Catarina casou-se com Frederico, futuro marquês de Meissen, de trinta em dois, em 8 de fevereiro de 1402. Ele era filho de Frederico III, Conde da Turíngia e de Catarina de Henneberg.
Em 6 de janeiro de 1423, Catarina tornou-se eleitora da Saxônia após a ascensão do marido. Eles tiveram sete filhos, três meninas e quatro meninos.
Durante a ausência de Frederico em 1425, que lutava em uma batalha em Most, durante as Guerras Hussitas, a eleitora organizou um exército composto por 20.000 homens para ajudar o marido. Porém, eles foram derrotados na Batalha de Aussig, em 1426.
Ela passava seu tempo no Castelo de Mildenstein, na cidade de Leisnig, que tornou-se uma residência privada dos eleitores da Saxônia.
O eleitor faleceu em 4 de janeiro de 1428, aos 57 anos de idade. Catarina faleceu quatorze anos depois, em 28 de dezembro de 1442, com cerca de 47 anos. Foi sepultada na Catedral de Meissen.

## Descendência
- Catarina da Saxônia, morreu jovem;
- Frederico II, Eleitor da Saxônia (1412 - 1464) foi casado com Margarida de Áustria. Teve descendência;
- Sigismundo da Saxônia (3 de março de 1416 - 24 de dezembro de 1471) cânone na Catedral de Colônia em 1437, e bispo da Catedral de Wurtzburgo, em 1440. Foi enterrado na Catedral de Meissen assim como a mãe;
- Ana da Saxônia (5 de junho de 1420 - 17 de setembro de 1462) foi condessa de Hesse como esposa de Luís I, Conde da Baixa Hesse. Teve descendência;
- Catarina da Saxônia (1421 - 23 de agosto de 1476) eleitora de Brandemburgo como esposa de Frederico II de Brandemburgo. Teve descendência;
- Henrique (21 de maio de 1422 - 22 de julho de 1435);
- Guilherme III da Turíngia (30 de abril de 1425 - 17 de setembro de 1482) conde da Turíngia. Sua primeira esposa foi Ana de Áustria, duquesa de Luxemburgo, com quem teve duas filhas. Sua segunda esposa foi Catarina de Brandenstein, cujo casamento não resultou em filhos.